# Sangay Khandu
Sangay Khandu (7 settembre 1985) è un calciatore bhutanese, difensore del Transport United.

## Carriera

### Club
Nel 2005 ha firmato un contratto con il Transport United, con cui ha vinto tre volte il campionato.

### Nazionale
Ha debuttato in nazionale il 13 maggio 2009, in Tagikistan-Bhutan. Ha collezionato in totale, con la maglia della nazionale, 11 presenze.

## Palmarès

### Club

#### Competizioni nazionali
- Campionato bhutanese di calcio: 3

Transport United: 2005, 2006, 2007